# Erencyrtus fuscus
Erencyrtus fuscus är en stekelart som beskrevs av Annecke och Mynhardt 1970. Erencyrtus fuscus ingår i släktet Erencyrtus och familjen sköldlussteklar. Inga underarter finns listade i Catalogue of Life.